# Alejandro Sanz
Alejandro Sanz, artiestennaam van Alejandro Sánchez Pizarro (Madrid, 18 december 1968), is een Spaans singer-songwriter.

## Carrière
Onder de naam Alejandro Magno (Spaans voor Alexander de Grote) bracht Sanz in 1989 zijn eerste album uit, getiteld Los chulos son pa' cuidarlos. De plaat flopte, maar twee jaar later forceerde Sanz in Spanje alsnog een doorbraak met het album Viviendo deprisa. Van die cd werden een miljoen exemplaren verkocht. Sindsdien werden al zijn volgende albums in Spanje bekroond met meervoudig platina. Ook scoorde hij door de jaren heen vele nummer 1-hits in zijn thuisland.
In 1995 scoorde Sanz voor het eerst een hit in Nederland met het nummer La fuerza del corazon. Deze single stond vier weken in de Nederlandse Top 40 en bereikte daarin de 31ste positie. In 2005 had hij veel meer succes met het nummer La Tortura, een duet met Shakira. Dit nummer behaalde de derde plaats in de Top 40 en stond 23 weken in de hitlijst genoteerd.
Sanz won 20 Grammy Awards (3 normale en 17 Latin Grammy's). In 2021 kreeg hij een ster op de Hollywood Walk of Fame.

## Discografie

### Albums
- 1989: Los chulos son pa' cuidarlos (als Alejandro Magno)
- 1991: Viviendo deprisa
- 1993: Si tú me miras
- 1994: Básico
- 1995: Alejandro Sanz 3
- 1997: Más
- 1998: Edición Especial Gira 98
- 1999: Best of Alejandro Sanz (alleen in VS)
- 2000: El alma al aire
- 2001: MTV Unplugged
- 2003: No es lo mismo
- 2004: Grandes éxitos 91_04
- 2006: El tren de los momentos
- 2009: Paraíso Express
- 2012: La música no se toca
- 2015: Sirope
- 2019: #ELDISCO